# Tall al-Hadżar Tahtani
Tall al-Hadżar Tahtani (arab. تل الحجر تحتاني) – wieś w Syrii, w muhafazie Aleppo, w dystrykcie Ajn al-Arab. W 2004 roku liczyła 179 mieszkańców.